# ابن ماكولا
ابن ماكولا (422 هـ - 475 هـ، 1030 - 1082م). الأمير أبو نصر علي بن الوزير أبي القاسم هبة الله بن علي ابن جعفر بن علي بن محمد بن دُلَف بن الأمير أبي دلف المعروف بابن ماكولا. إمام حافظ بارع نسابة. ولد بعكبرا وأقام ببغداد ثم سافر إلى الشام ومصر والجزيرة والثغور والجبال وخراسان وما وراء النهر. ولقي الحفاظ الكبار، وتبحَّر في الحديث والنحو والشعر حتى كان يقال له: الخطيب الثاني. سافر صوب كرمان فقتله غلمانه المماليك.

## مؤلفاته
من مؤلفات ابن ماكولا:
- الإكمال في رفع الارتياب عن المؤتلف والمختلف في الأسماء والكنى والأنساب،[7] وقيل اسمه الإكمال في رفع عارض الارتياب عن المؤتلف والمختلف من الأسماء والكنى والأنساب.[8]

- تهذيب مستمر الأوهام، على ذوى التمني والأحلام[9]

- مفاخرة القلم والسيف والدينار.[10]